# Campionat de Catalunya d'hoquei sobre patins
El Campionat de Catalunya d'hoquei patins fou una competició esportiva de clubs d'hoquei patins de Catalunya, creada l'any 1930, coincidint amb la fundació de la Federació Catalana de Patinatge. Va disputar-se fins als finals de la dècada dels 1960, en què les competicions estatals espanyoles començaren a disputar-se. El gran dominador de la competició fou el RCD Espanyol amb 15 títols.

## Historial
| En negreta = Equip guanyador (1) = Nombre de títols |

| Edició                                                                        | Temporada | Campió                       | Subcampió             |
| ----------------------------------------------------------------------------- | --------- | ---------------------------- | --------------------- |
| I                                                                             | 1930      | Skating Club Catalunya A (1) | Skating Hockey Club A |
| II                                                                            | 1931      | Skating Club Catalunya (2)   | Maricel Skating Club  |
| III                                                                           | 1932      | Skating Club Catalunya (3)   |                       |
| IV                                                                            | 1933      | Unió Universitària (1)       | Skating Hockey Club   |
| V                                                                             | 1934      | Skating Hockey Club (1)      |                       |
| VI                                                                            | 1935      | Skating Club Catalunya (4)   |                       |
| VII                                                                           | 1936      | Skating Club Catalunya (5)   | Skating Hockey Club   |
| No va disputar-se entre 1937 i 1939 per l'esclat de la Guerra Civil Espanyola |           |                              |                       |
| VIII                                                                          | 1940      | Unió Universitària (2)       | Cerdanyola CH         |
| IX                                                                            | 1941      | Girona CH (1)                | Cerdanyola CH         |
| X                                                                             | 1942      | Girona CH (2)                | CH Turó               |
| XI                                                                            | 1943      | RCD Espanyol (1)             | FC Barcelona          |
| XII                                                                           | 1944      | RCD Espanyol (2)             | Girona CH             |
| XIII                                                                          | 1945      | Cerdanyola CH (1)            | Girona CH             |
| XIV                                                                           | 1946      | RCD Espanyol (3)             | CN Reus               |
| XVI                                                                           | 1947      | RCD Espanyol (4)             | GEiEG                 |
| XVI                                                                           | 1948      | RCD Espanyol (5)             | GEiEG                 |
| XVIII                                                                         | 1949      | RCD Espanyol (6)             | Reus Deportiu         |
| XIX                                                                           | 1950      | RCD Espanyol (7)             | Girona CH             |
| XX                                                                            | 1951      | RCD Espanyol (8)             | Reus Deportiu         |
| XXI                                                                           | 1952      | RCD Espanyol (9)             | Reus Deportiu         |
| XXII                                                                          | 1953      | RCD Espanyol (10)            | Reus Deportiu         |
| XXIII                                                                         | 1954      | Girona CH (3)                | RCD Espanyol          |
| XXIV                                                                          | 1955      | RCD Espanyol (11)            | FC Barcelona          |
| XXV                                                                           | 1956      | RCD Espanyol (12)            | Cerdanyola CH         |
| XXVI                                                                          | 1957      | FC Barcelona (1)             | RCD Espanyol          |
| XXVII                                                                         | 1958      | RCD Espanyol (13)            | FC Barcelona          |
| XXVIII                                                                        | 1959      | CP Voltregà (1)              | CF Arrahona           |
| XXIX                                                                          | 1960      | FC Barcelona (2)             | CP Voltregà           |
| XXX                                                                           | 1961      | RCD Espanyol (14)            | CP Voltregà           |
| XXXI                                                                          | 1962      | CP Voltregà (2)              | RCD Espanyol          |
| XXXII                                                                         | 1963      | CP Voltregà (3)              | FC Barcelona          |
| XXXIII                                                                        | 1964      | CP Vilanova (1)              | CP Voltregà           |
| XXXIV                                                                         | 1965      | CP Voltregà (4)              | Reus Deportiu         |
| XXXV                                                                          | 1966      | CP Vilanova (2)              | Reus Deportiu         |
| XXXVI                                                                         | 1967      | Reus Deportiu (1)            | DC Mataró             |
| XXXVII                                                                        | 1968      | DC Mataró (1)                | CP Vilanova           |
| XXXVIII                                                                       | 1969      | RCD Espanyol (15)            | Reus Deportiu         |

## Palmarès
| Equip                        | Campió | Subcampió | Finals | Anys campió                                                                              | Anys subcampió                           |
| ---------------------------- | ------ | --------- | ------ | ---------------------------------------------------------------------------------------- | ---------------------------------------- |
| Reial Club Deportiu Espanyol | 15     | 3         | 18     | 1943, 1944, 1946, 1947, 1948, 1949, 1950, 1951, 1952, 1953, 1955, 1956, 1958, 1961, 1969 | 1954, 1957, 1962                         |
| Skating Club Catalunya       | 5      | 0         | 5      | 1930, 1931, 1932, 1935, 1936                                                             | —                                        |
| Club Patí Voltregà           | 4      | 3         | 7      | 1959, 1962, 1963, 1965                                                                   | 1960, 1961, 1964                         |
| Girona Club d'Hoquei         | 3      | 3         | 6      | 1941, 1942, 1954                                                                         | 1944, 1945, 1950                         |
| Futbol Club Barcelona        | 2      | 4         | 6      | 1957, 1960                                                                               | 1943, 1955, 1958, 1963                   |
| Club Patí Vilanova           | 2      | 1         | 3      | 1964, 1966                                                                               | 1968                                     |
| Unió Universitària           | 2      | 0         | 2      | 1933, 1940                                                                               | —                                        |
| Reus Deportiu                | 1      | 7         | 8      | 1967                                                                                     | 1949, 1951, 1952, 1953, 1965, 1966, 1969 |
| Skating Hockey Club          | 1      | 3         | 4      | 1934                                                                                     | 1930, 1933, 1936                         |
| Cerdanyola Club Hoquei       | 1      | 3         | 4      | 1945                                                                                     | 1940, 1941, 1956                         |
| Club Hoquei Mataró           | 1      | 1         | 2      | 1968                                                                                     | 1967                                     |
| GEiEG                        | 0      | 2         | 2      | —                                                                                        | 1947, 1948                               |
| Maricel Skating Club         | 0      | 1         | 1      | —                                                                                        | 1931                                     |
| Club Hoquei Turó             | 0      | 1         | 1      | —                                                                                        | 1942                                     |
| Club Natació Reus            | 0      | 1         | 1      | —                                                                                        | 1946                                     |
| CF Arrahona                  | 0      | 1         | 1      | —                                                                                        | 1959                                     |

## Edicions
Llegenda: 
Pts-punts, PJ-partits jugats, PG-partits guanyats, PE-partits empatats, PP-partits perduts, NP-no presentat, GF-gols a favor, GC-gols en contra, DG-diferència de gols

Ressaltat en verd = Equip campió de lliga.

Ressaltat en blau = Equip que es classifica per la fase final / Equip que guanya la promoció.

Ressaltat en vermell = Equip descendent de categoria o que no disputa la lliga següent.
1930
Classificació del Campionat de Catalunya masculí absolut del 1930. El campionat fou disputat per l'Skating Club Catalunya (equips A i B), Skating Hockey Club (A i B), Hockey Patí Club Barcelona (A, B i C), Unió Universitària, Rollschue Skating Club i Hockey Club Junior. Rollschue i Junior foren eliminats per no presentar-se en tres partits i Barcelona C es retirà. Els dos primers classificats es classificaren per la final, on el Catalunya superà l'Skating.
| Pos. | Equip                        |
| ---- | ---------------------------- |
| 1    | Skating Club Catalunya A     |
| 2    | Skating Hockey Club A        |
| -    | Hockey Patí Club Barcelona A |
| -    | Unió Universitària           |
| -    | Skating Club Catalunya B     |
| -    | Skating Hockey Club B        |
| -    | Hockey Patí Club Barcelona B |
| Dqf  | Rollschue Skating Club       |
| Dqf  | Hockey Club Junior           |
| Dqf  | Hockey Patí Club Barcelona C |

1931
Classificació del Campionat de Catalunya masculí absolut del 1931.
| Pos. | Equip                  | Pts | PJ | PG | PE | PP | GF | GC | DG  |
| ---- | ---------------------- | --- | -- | -- | -- | -- | -- | -- | --- |
| 1    | Skating Club Catalunya | 11  | 6  | 5  | 1  | 0  | 29 | 12 | 17  |
| 2    | Maricel Skating Club   | 6   | 6  | 3  | 0  | 3  | 22 | 26 | -4  |
| 3    | Unió Universitària     | 4   | 6  | 2  | 0  | 4  | 23 | 25 | -2  |
| 4    | Skating Hockey Club    | 3   | 6  | 1  | 1  | 4  | 15 | 26 | -11 |

1932
Classificació del Campionat de Catalunya masculí absolut del 1932. El campionat el disputaren cinc equips, Catalunya, Skating, Maricel, Unió Universitària i Rivoli. Es desconeixen alguns resultats, però el campió fou el Catalunya, mentre que la segona posició fou per Maricel o Unió Universitària.
| Pos. | Equip                  |
| ---- | ---------------------- |
| 1    | Skating Club Catalunya |
| 2/3  | Maricel Skating Club   |
| 2/3  | Unió Universitària     |
| 4    | Skating Club Catalunya |
| 5    | Rivoli Skating Club    |

1933
Classificació del Campionat de Catalunya masculí absolut del 1933. El IV campionat de Catalunya d'hoquei patins el disputaren els clubs Skating Hockey Club, Maricel Skating Club, Skating Club Catalunya i Unió Universitària. La Unió Universitària es proclamà campiona en vèncer l'Skating a la final.
| Pos. | Equip                  |
| ---- | ---------------------- |
| 1    | Unió Universitària     |
| 2    | Skating Hockey Club    |
| 3    | Maricel Skating Club   |
| 4    | Skating Club Catalunya |

1934
Classificació del Campionat de Catalunya masculí absolut del 1934. El V campionat de Catalunya d'hoquei patins el disputaren els clubs Skating Hockey Club, Maricel Skating Club, Skating Club Catalunya, Unió Universitària A i Unió Universitària B. No es disposa de massa dades sobre el desenvolupament del campionat, on fou campió el club Skating Hockey Club.
| Pos. | Equip                  |
| ---- | ---------------------- |
| 1    | Skating Hockey Club    |
| -    | Maricel Skating Club   |
| -    | Skating Club Catalunya |
| -    | Unió Universitària A   |
| -    | Unió Universitària B   |

1935
Classificació del Campionat de Catalunya masculí absolut del 1935. No es disposa d'informació d'aquest campionat, però sembla que el campió fou el club Skating Club Catalunya.
| Pos. | Equip                  |
| ---- | ---------------------- |
| 1    | Skating Club Catalunya |

1936
Classificació del Campionat de Catalunya masculí absolut del 1936. El campionat de primera categoria el disputen els equips Skating Club Catalunya, Skating Hockey Club i Unió Universitària.
 No es disposa de molta informació del campionat, però el campió fou el club Skating Club Catalunya.
| Pos. | Equip                  |
| ---- | ---------------------- |
| 1    | Skating Club Catalunya |
| 2    | Skating Hockey Club    |
| 3    | Unió Universitària     |

1940
Classificació del Campionat de Catalunya masculí absolut del 1940. L'equip de l'AD Gerundense desaparegué finalitzada la temporada, refundant-se i ocupant el seu lloc com a Girona CH. Unió Universitària adopta el nom Unió Club Patí. Skating Hockey Club es refundà com a Patín Hockey Club (Club Patí).
| Pos. | Equip              | Pts | PJ | PG | PE | PP | GF | GC | DG  |
| ---- | ------------------ | --- | -- | -- | -- | -- | -- | -- | --- |
| 1    | Unió Universitària | 22  | 9  | 6  | 1  | 2  | 54 | 38 | 16  |
| 2    | Cerdanyola CH      | 21  | 9  | 6  | 0  | 3  | 60 | 41 | 19  |
| 3    | Club Patí          | 15  | 8  | 2  | 3  | 3  | 36 | 40 | -4  |
| 4    | AD Gerundense      | 13  | 8  | 2  | 1  | 5  | 40 | 44 | -4  |
| 5    | Luna HC            | 13  | 8  | 2  | 1  | 5  | 30 | 57 | -27 |

S'atorguen tres punts per victòria, dos per empat i un per derrota. Es disputà un partit de desempat per decidir el títol entre els dos primers classificats. La final es disputà a Girona i fou guanyada per la Unió Universitària per 5 a 4 davant el Cerdanyola, partit inclòs a la taula anterior.
- Ascendeixen: Girona HC, CH Turó, Patria HC

1941
Classificació del Campionat de Catalunya masculí absolut del 1941. El Luna HC no participa en el campionat següent.
| Pos. | Equip          | Pts |
| ---- | -------------- | --- |
| 1    | Girona HC      | 33  |
| 2    | Cerdanyola CH  | 28  |
| 3    | Club Patí      | 27  |
| 4    | CH Turó        | 23  |
| 5    | Unió Club Patí | 20  |
| 6    | Luna HC        | 16  |
| 7    | Patria HC      | 12  |

S'atorguen tres punts per victòria, dos per empat i un per derrota. Manca comptabilitzar els punts d'alguns partits dels quals es desconeix el resultat.
- Ascendeixen: -

1942
Classificació del Campionat de Catalunya masculí absolut del 1942. El Cerdanyola es retirà o fou desqualificat de la competició. La temporada següent la lliga s'amplià a vuit equips. No hi va haver promoció, perquè només FC Barcelona i GEiEG sol·licitaren participar-hi. Els jugadors del CH Turó passaren en bloc al RCD Espanyol, que ocupà la seva plaça a la categoria.
| Pos. | Equip          | Pts | PJ | PG | PE | PP | GF | GC | DG  |
| ---- | -------------- | --- | -- | -- | -- | -- | -- | -- | --- |
| 1    | Girona HC      | 29  | 10 | 9  | 1  | 0  | 59 | 23 | 36  |
| 2    | CH Turó        | 25  | 10 | 7  | 1  | 2  | 57 | 36 | 21  |
| 3    | Patria HC      | 17  | 10 | 3  | 1  | 6  | 34 | 48 | -14 |
| 4    | Club Patí      | 17  | 10 | 3  | 1  | 6  | 28 | 42 | -14 |
| 5    | Unió Club Patí | 15  | 10 | 2  | 1  | 7  | 27 | 55 | -28 |
| 6    | Cerdanyola CH  | 0   | 10 | 3  | 1  | 4  | 33 | 34 | -1  |

S'atorguen tres punts per victòria, dos per empat i un per derrota.
- Ascendeixen: FC Barcelona, GEiEG, RCD Espanyol

1943
Classificació del Campionat de Catalunya masculí absolut del 1943. S'enfrontaren en la promoció Arenys CH, campió de Segona, Estadium HC, Patria CH i GEiEG, en la qual el Patria perdé la categoría i ascendi l'Estadium de Vilafranca. El Patria mantingué la categoria per l'absència del Barcelona la temporada següent.
| Pos. | Equip          | Pts | PJ | PG | PE | PP | NP | GF  | GC  | DG   |
| ---- | -------------- | --- | -- | -- | -- | -- | -- | --- | --- | ---- |
| 1    | RCD Espanyol   | 39  | 14 | 12 | 1  | 1  | 0  | 129 | 32  | 97   |
| 2    | FC Barcelona   | 35  | 14 | 10 | 1  | 3  | 0  | 64  | 37  | 27   |
| 3    | Girona HC      | 35  | 14 | 9  | 3  | 2  | 0  | 122 | 31  | 91   |
| 4    | Unió Club Patí | 30  | 14 | 7  | 2  | 5  | 0  | 60  | 56  | 4    |
| 5    | Club Patí      | 26  | 14 | 6  | 0  | 8  | 0  | 46  | 57  | -11  |
| 6    | Cerdanyola CH  | 24  | 14 | 4  | 2  | 8  | 0  | 43  | 84  | -41  |
| 7    | Patria CH      | 14  | 14 | 1  | 0  | 11 | 2  | 23  | 126 | -103 |
| 8    | GEiEG          | 13  | 14 | 1  | 1  | 9  | 3  | 21  | 85  | -64  |

S'atorguen tres punts per victòria, dos per empat i un per derrota.
- Ascendeixen: Estadium HC

1944
Classificació del Campionat de Catalunya masculí absolut del 1944. Ascendeixen el CN Reus, com a campió de Segona Divisió, i el CE Sabadell, campió en la promoció davant el Patria. Finalment el Pàtria mantingué la categoria doncs el Club Patí no participà la temporada següent per manca de pista. L'Estadium HC de Vilafranca descendeix.
| Pos. | Equip          | Pts | PJ | PG | PE | PP | NP | GF  | GC  | DG  |
| ---- | -------------- | --- | -- | -- | -- | -- | -- | --- | --- | --- |
| 1    | RCD Espanyol   | 37  | 14 | 11 | 1  | 2  | 0  | 75  | 23  | 52  |
| 2    | Girona HC      | 37  | 14 | 11 | 1  | 2  | 0  | 111 | 36  | 75  |
| 3    | Cerdanyola CH  | 32  | 14 | 9  | 0  | 5  | 0  | 67  | 58  | 9   |
| 4    | Club Patí      | 29  | 14 | 7  | 1  | 6  | 0  | 65  | 42  | 23  |
| 5    | Unió Club Patí | 28  | 14 | 6  | 2  | 6  | 0  | 46  | 52  | -6  |
| 6    | GEiEG          | 24  | 14 | 4  | 2  | 8  | 0  | 40  | 58  | -18 |
| 7    | Patria CH      | 19  | 14 | 2  | 1  | 11 | 0  | 28  | 85  | -57 |
| 8    | Estadium HC    | 12  | 14 | 2  | 0  | 6  | 6  | 38  | 116 | -78 |

S'atorguen tres punts per victòria, dos per empat i un per derrota. Segons la premsa hi ha sis partits en els quals al Vilafranca no se li atorguen punts. Al Patria se li atorguen dos punts més però sembla un error.
- Ascendeixen: CN Reus, CE Sabadell

1945
Classificació del Campionat de Catalunya masculí absolut del 1945. Inicialment havia de descendir l'Espanyol, sancionat per la federació, però amb l'ampliació de la categoria a 10 equips, se li atorgà una plaça, així com al Club Patí, que no havia participat en cap competició durant la temporada per manca de pista. També ascendeixen el club Educación y Descanso Vilafranca, campió de Segona Divisió i el Club de 7 a 9, segon classificat.
| Pos. | Equip          | Pts | PJ | PG | PE | PP | NP | GF  | GC | DG  |
| ---- | -------------- | --- | -- | -- | -- | -- | -- | --- | -- | --- |
| 1    | Cerdanyola CH  | 39  | 14 | 12 | 1  | 1  | 0  | 80  | 37 | 43  |
| 2    | Girona HC      | 35  | 14 | 9  | 3  | 2  | 0  | 110 | 32 | 78  |
| 3    | Unió Club Patí | 30  | 14 | 8  | 0  | 6  | 0  | 57  | 32 | 25  |
| 4    | CE Sabadell    | 27  | 14 | 6  | 1  | 7  | 0  | 48  | 66 | -18 |
| 5    | CN Reus        | 26  | 14 | 5  | 2  | 7  | 0  | 62  | 83 | -21 |
| 6    | RCD Espanyol   | 24  | 14 | 6  | 1  | 4  | 3  | 47  | 43 | 4   |
| 7    | GEiEG          | 20  | 14 | 2  | 2  | 10 | 0  | 29  | 81 | -52 |
| 8    | Patria CH      | 18  | 14 | 1  | 2  | 11 | 0  | 35  | 94 | -59 |

S'atorguen tres punts per victòria, dos per empat i un per derrota. A l'Espanyol no se li comptabilitzen els 3 punts de la seva victòria a la jornada 8, per sanció, ni el punt de la derrota (2-0) en el partit ajornat davant el Cerdanyola del dia 1 de març per la seva retirada. A més no es presentà en el darrer partit de lliga.
- Ascendeixen: Educación y Descanso Vilafranca, Club de 7 a 9, Club Patí

1946
Classificació del Campionat de Catalunya masculí absolut del 1946. Vilafranca i Unió disputaren la promoció enfront FJ Tarragona i Sallent, de la qual sortiren vencedors. Fou el primer campionat disputat amb pilota en lloc de disc.
| Pos. | Equip          | Pts | PJ | PG | PE | PP | GF  | GC | DG  |
| ---- | -------------- | --- | -- | -- | -- | -- | --- | -- | --- |
| 1    | RCD Espanyol   | 51  | 18 | 16 | 1  | 1  | 103 | 30 | 73  |
| 2    | CN Reus        | 46  | 18 | 13 | 2  | 3  | 95  | 43 | 52  |
| 3    | Girona HC      | 42  | 18 | 11 | 2  | 5  | 95  | 49 | 46  |
| 4    | CE Sabadell    | 39  | 18 | 8  | 5  | 5  | 71  | 53 | 18  |
| 5    | GEiEG          | 37  | 18 | 8  | 3  | 7  | 45  | 46 | -1  |
| 6    | Club de 7 a 9  | 37  | 18 | 7  | 5  | 6  | 48  | 64 | -16 |
| 6    | Club Patí      | 31  | 18 | 5  | 3  | 10 | 39  | 57 | -18 |
| 7    | Cerdanyola CH  | 28  | 18 | 5  | 0  | 13 | 33  | 76 | -43 |
| 9    | ED Vilafranca  | 26  | 18 | 3  | 2  | 13 | 40  | 94 | -54 |
| 10   | Unió Club Patí | 23  | 18 | 1  | 3  | 14 | 37  | 93 | -56 |

S'atorguen tres punts per victòria, dos per empat i un per derrota.
- Ascendeixen: -

1947
Classificació del Campionat de Catalunya masculí absolut del 1947. Perd la categoria el Club de 7 a 9 i ascendeix el Reus Deportiu, campió de Segona Divisió.
| Pos. | Equip          | Pts | PJ | PG | PE | PP | NP | GF  | GC | DG  |
| ---- | -------------- | --- | -- | -- | -- | -- | -- | --- | -- | --- |
| 1    | RCD Espanyol   | 51  | 18 | 15 | 3  | 0  | 0  | 98  | 32 | 66  |
| 2    | GEiEG          | 45  | 18 | 12 | 3  | 3  | 0  | 108 | 32 | 76  |
| 3    | CN Reus        | 42  | 18 | 11 | 2  | 5  | 0  | 62  | 47 | 15  |
| 4    | Club Patí      | 41  | 18 | 10 | 3  | 5  | 0  | 50  | 39 | 11  |
| 5    | Girona HC      | 40  | 18 | 9  | 4  | 5  | 0  | 57  | 47 | 10  |
| 6    | Unió Club Patí | 38  | 18 | 9  | 2  | 7  | 0  | 62  | 64 | -2  |
| 7    | ED Vilafranca  | 33  | 18 | 6  | 3  | 9  | 0  | 44  | 84 | -40 |
| 8    | Cerdanyola CH  | 28  | 18 | 4  | 2  | 12 | 0  | 31  | 64 | -33 |
| 9    | CE Sabadell    | 23  | 18 | 2  | 1  | 15 | 0  | 28  | 71 | -43 |
| 10   | Club de 7 a 9  | 10  | 18 | 0  | 1  | 8  | 9  | 16  | 76 | -60 |

S'atorguen tres punts per victòria, dos per empat i un per derrota.
- Ascendeixen: Reus Deportiu

1948
Classificació del Campionat de Catalunya masculí absolut del 1948. Perd la categoria el CE Sabadell, i ascendeix el Reus Ploms, campió de Segona Divisió.
| Pos. | Equip          | Pts | PJ | PG | PE | PP | GF  | GC  | DG  |
| ---- | -------------- | --- | -- | -- | -- | -- | --- | --- | --- |
| 1    | RCD Espanyol   | 31  | 18 | 15 | 1  | 2  | 104 | 35  | 69  |
| 2    | GEiEG          | 28  | 18 | 14 | 0  | 4  | 127 | 35  | 92  |
| 3    | Club Patí      | 26  | 18 | 13 | 0  | 5  | 76  | 34  | 42  |
| 4    | CN Reus        | 23  | 18 | 10 | 3  | 5  | 57  | 52  | 5   |
| 5    | Girona HC      | 21  | 18 | 9  | 3  | 6  | 42  | 53  | -11 |
| 6    | Cerdanyola CH  | 17  | 18 | 8  | 1  | 9  | 61  | 71  | -10 |
| 7    | Reus Deportiu  | 10  | 18 | 4  | 2  | 12 | 48  | 83  | -35 |
| 8    | Unió Club Patí | 9   | 18 | 4  | 1  | 13 | 47  | 83  | -36 |
| 9    | ED Vilafranca  | 8   | 18 | 4  | 0  | 14 | 49  | 101 | -52 |
| 10   | CE Sabadell    | 7   | 18 | 3  | 1  | 14 | 41  | 105 | -64 |

- Ascendeixen: Reus Ploms

1949
Classificació del Campionat de Catalunya masculí absolut del 1949. La temporada següent la lliga s'amplia a 12 equips. Perd la categoria la Unió, mentre que ascendeixen els tres primers classificats de segona, CHP Turó, CE Sabadell i Hoquei Casino Hospitalet.
| Pos. | Equip          | Pts | PJ | PG | PE | PP | GF  | GC  | DG   |
| ---- | -------------- | --- | -- | -- | -- | -- | --- | --- | ---- |
| 1    | RCD Espanyol   | 30  | 18 | 15 | 0  | 3  | 102 | 30  | 72   |
| 2    | Reus Deportiu  | 28  | 18 | 13 | 2  | 3  | 82  | 54  | 28   |
| 3    | GEiEG          | 27  | 18 | 12 | 3  | 3  | 106 | 50  | 56   |
| 4    | CN Reus        | 23  | 18 | 11 | 1  | 6  | 69  | 43  | 26   |
| 5    | Girona HC      | 22  | 18 | 9  | 4  | 5  | 68  | 44  | 24   |
| 6    | Club Patí      | 19  | 18 | 9  | 1  | 8  | 53  | 38  | 15   |
| 7    | Reus Ploms     | 15  | 18 | 7  | 1  | 10 | 66  | 84  | -18  |
| 8    | ED Vilafranca  | 10  | 18 | 5  | 0  | 13 | 51  | 84  | -33  |
| 9    | Cerdanyola CH  | 4   | 18 | 1  | 2  | 15 | 39  | 96  | -57  |
| 10   | Unió Club Patí | 2   | 18 | 0  | 2  | 16 | 21  | 129 | -108 |

- Ascendeixen: CHP Turó, CE Sabadell, Hoquei Casino Hospitalet

1950
Classificació del Campionat de Catalunya masculí absolut del 1950. La temporada següent la lliga s'amplia a 14 equips. No hi ha descensos. Ascendeixen el FC Barcelona, com a campió de Segona Divisió, CH Catalunya, segon classificat i CE Sant Joan, tercer, que ocupa la plaça del CE Sabadell.
| Pos. | Equip                    | Pts | PJ | PG | PE | PP | GF  | GC  | DG  |
| ---- | ------------------------ | --- | -- | -- | -- | -- | --- | --- | --- |
| 1    | RCD Espanyol             | 38  | 22 | 18 | 2  | 2  | 104 | 50  | 54  |
| 2    | Girona HC                | 35  | 22 | 16 | 3  | 3  | 70  | 39  | 31  |
| 3    | Reus Deportiu            | 35  | 22 | 16 | 3  | 3  | 101 | 38  | 63  |
| 4    | CN Reus                  | 33  | 22 | 16 | 1  | 5  | 84  | 41  | 43  |
| 5    | Club Patí                | 28  | 22 | 12 | 4  | 6  | 72  | 62  | 10  |
| 6    | CE Sabadell              | 23  | 22 | 9  | 5  | 8  | 70  | 59  | 11  |
| 7    | CHP Turó                 | 17  | 22 | 7  | 3  | 12 | 73  | 100 | -27 |
| 8    | GEiEG                    | 14  | 22 | 5  | 4  | 13 | 52  | 85  | -33 |
| 9    | Hoquei Casino Hospitalet | 12  | 22 | 6  | 0  | 16 | 55  | 92  | -37 |
| 10   | Reus Ploms               | 12  | 22 | 5  | 2  | 15 | 35  | 80  | -45 |
| 11   | ED Vilafranca            | 9   | 22 | 4  | 1  | 17 | 53  | 100 | -47 |
| 12   | Cerdanyola CH            | 8   | 22 | 3  | 2  | 17 | 49  | 96  | -47 |

- Ascendeixen: FC Barcelona, CH Catalunya, CE Sant Joan

### 1951
Classificació del Campionat de Catalunya masculí absolut del 1951. La Primera Divisió es redueix de 14 a 12 equips per la temporada següent. El Cerdanyola CH guanyà la promoció enfront del CD Armonia Egara. Pel que fa al descens inicialment havien de perdre la categoria EyD Vilafranca, CE Sant Joan i Reus Ploms, però finalment el Vilafranca va mantenir la categoria, per l'absència del Club Patí la temporada següent. El CH Vidalet ascendí com a campió de Segona Divisió.
| Pos. | Equip                    | Pts | PJ | PG | PE | PP | GF  | GC | DG  |
| ---- | ------------------------ | --- | -- | -- | -- | -- | --- | -- | --- |
| 1    | RCD Espanyol             | 43  | 26 | 21 | 1  | 4  | 103 | 37 | 66  |
| 2    | Reus Deportiu            | 37  | 26 | 16 | 5  | 5  | 99  | 49 | 50  |
| 3    | FC Barcelona             | 36  | 26 | 15 | 6  | 5  | 83  | 43 | 40  |
| 4    | GEiEG                    | 35  | 26 | 16 | 4  | 6  | 76  | 51 | 25  |
| 5    | Club Patí                | 35  | 26 | 15 | 5  | 6  | 68  | 52 | 16  |
| 6    | CH Catalunya             | 26  | 26 | 10 | 6  | 10 | 77  | 69 | 8   |
| 7    | CN Reus                  | 25  | 26 | 11 | 3  | 12 | 63  | 71 | -8  |
| 8    | Hoquei Casino Hospitalet | 25  | 26 | 10 | 3  | 12 | 63  | 71 | -8  |
| 9    | Girona HC                | 21  | 26 | 8  | 5  | 13 | 49  | 51 | -2  |
| 10   | CHP Turó                 | 21  | 26 | 8  | 5  | 13 | 64  | 86 | -22 |
| 11   | Cerdanyola CH            | 21  | 26 | 9  | 3  | 14 | 69  | 92 | -23 |
| 12   | ED Vilafranca            | 19  | 26 | 6  | 7  | 13 | 38  | 78 | -40 |
| 13   | CE Sant Joan             | 12  | 26 | 4  | 4  | 18 | 48  | 99 | -51 |
| 14   | Reus Ploms               | 7   | 26 | 1  | 5  | 20 | 46  | 97 | -51 |

- Ascendeixen: CH Vidalet

### 1952
Classificació del Campionat de Catalunya masculí absolut del 1952. L'Eduación y Descanso de Vilafranca va perdre la categoria, mentre que el Cerdanyola CH disputà i guanyà la promoció enfront del CD Casp. Apolo PC ascendí com a campió de Segona Divisió.
| Pos. | Equip                    | Pts | PJ | PG | PE | PP | GF | GC | DG  |
| ---- | ------------------------ | --- | -- | -- | -- | -- | -- | -- | --- |
| 1    | RCD Espanyol             | 41  | 22 | 20 | 1  | 1  | 85 | 32 | 53  |
| 2    | Reus Deportiu            | 32  | 22 | 14 | 4  | 4  | 63 | 30 | 33  |
| 3    | FC Barcelona             | 31  | 22 | 15 | 1  | 6  | 81 | 47 | 34  |
| 4    | CHP Turó                 | 21  | 22 | 8  | 5  | 9  | 47 | 52 | -5  |
| 5    | CN Reus                  | 20  | 22 | 6  | 8  | 8  | 33 | 49 | -16 |
| 6    | CH Catalunya             | 20  | 22 | 8  | 4  | 10 | 40 | 53 | -13 |
| 7    | Hoquei Casino Hospitalet | 19  | 22 | 8  | 3  | 11 | 42 | 52 | -10 |
| 8    | GEiEG                    | 19  | 22 | 6  | 7  | 9  | 46 | 57 | -11 |
| 9    | Girona HC                | 18  | 22 | 5  | 8  | 9  | 57 | 56 | 1   |
| 10   | CH Vidalet               | 18  | 22 | 6  | 6  | 10 | 29 | 46 | -17 |
| 11   | Cerdanyola CH            | 17  | 22 | 6  | 5  | 11 | 35 | 51 | -16 |
| 12   | ED Vilafranca            | 8   | 22 | 4  | 0  | 18 | 29 | 70 | -41 |

- Ascendeixen: Apolo PC

### 1953
Classificació del Campionat de Catalunya masculí absolut del 1953. El CH Vidalet va perdre la categoria i el Creu Roja ascendí com a campió de Segona, mentre que l'Hospitalet disputà i guanyà la promoció enfront el Joventut de Badalona. El CHP Turó passa a integrar-se dins l'estructura del CE Universitari, club que ocupà la seva plaça a Primera. Segons sembla, el CH Catalunya adoptà el nom de Club Madrid-Catalunya.
| Pos. | Equip                    | Pts | PJ | PG | PE | PP | GF | GC  | DG  |
| ---- | ------------------------ | --- | -- | -- | -- | -- | -- | --- | --- |
| 1    | RCD Espanyol             | 39  | 22 | 18 | 3  | 1  | 90 | 26  | 64  |
| 2    | Reus Deportiu            | 38  | 22 | 18 | 2  | 2  | 96 | 37  | 59  |
| 3    | FC Barcelona             | 35  | 22 | 17 | 1  | 4  | 86 | 31  | 55  |
| 4    | Girona HC                | 26  | 22 | 13 | 0  | 9  | 52 | 47  | 5   |
| 5    | CHP Turó                 | 21  | 22 | 10 | 1  | 11 | 46 | 57  | -11 |
| 6    | CN Reus                  | 20  | 22 | 9  | 2  | 11 | 58 | 54  | 4   |
| 7    | Cerdanyola CH            | 19  | 22 | 9  | 1  | 12 | 46 | 53  | -7  |
| 8    | Apolo PC                 | 15  | 22 | 6  | 3  | 13 | 44 | 60  | -16 |
| 9    | CH Catalunya             | 15  | 22 | 7  | 1  | 14 | 44 | 80  | -38 |
| 10   | GEiEG                    | 14  | 22 | 7  | 0  | 15 | 65 | 69  | -4  |
| 11   | Hoquei Casino Hospitalet | 14  | 22 | 5  | 4  | 13 | 46 | 73  | -27 |
| 12   | CH Vidalet               | 8   | 22 | 3  | 2  | 17 | 37 | 135 | -96 |

- Ascendeixen: CC Creu Roja, CE Universitari

### 1954
Classificació del Campionat de Catalunya masculí absolut del 1954. L'Hospitalet perdé la categoria. Disputaren la promoció Apolo, Madrid-Catalunya, Igualada HC i SD Noia, en la qual, Apolo i Noia assoliren plaça a Primera Divisió, juntament amb el Sant Sadurní, campió de segona.
| Pos. | Equip                    | Pts | PJ | PG | PE | PP | GF | GC | DG  |
| ---- | ------------------------ | --- | -- | -- | -- | -- | -- | -- | --- |
| 1    | Girona HC                | 31  | 20 | 13 | 5  | 2  | 38 | 25 | 13  |
| 2    | RCD Espanyol             | 28  | 20 | 11 | 6  | 3  | 66 | 28 | 38  |
| 3    | Reus Deportiu            | 27  | 20 | 11 | 5  | 4  | 40 | 28 | 12  |
| 4    | FC Barcelona             | 25  | 20 | 12 | 1  | 7  | 63 | 47 | 16  |
| 5    | Cerdanyola CH            | 25  | 20 | 11 | 3  | 6  | 50 | 31 | 19  |
| 6    | CE Universitari          | 23  | 20 | 10 | 3  | 7  | 44 | 41 | 3   |
| 7    | CC Creu Roja             | 15  | 20 | 6  | 3  | 11 | 35 | 48 | -13 |
| 8    | CN Reus                  | 15  | 20 | 6  | 3  | 11 | 30 | 50 | -20 |
| 9    | GEiEG                    | 14  | 20 | 4  | 6  | 10 | 39 | 52 | -13 |
| 10   | Apolo PC                 | 14  | 20 | 5  | 4  | 11 | 29 | 57 | -28 |
| 11   | Club Madrid-Catalunya    | 3   | 20 | 0  | 3  | 17 | 32 | 81 | -49 |
| 12   | Hoquei Casino Hospitalet | Abd |    |    |    |    |    |    |     |

- Ascendeixen: CH Sant Sadurní, SD Noia

### 1955
Classificació del Campionat de Catalunya masculí absolut del 1955. El CN Reus perdé la categoria, mentre que el CP Vic guanyà a la promoció el GEiEG. No obstant, el club gironí aconseguí mantenir la categoria en reemplaçar el desaparegut Creu Roja.
| Pos. | Equip           | Pts | PJ | PG | PE | PP | GF | GC | DG  |
| ---- | --------------- | --- | -- | -- | -- | -- | -- | -- | --- |
| 1    | RCD Espanyol    | 39  | 22 | 18 | 3  | 1  | 91 | 25 | 66  |
| 2    | FC Barcelona    | 29  | 22 | 13 | 3  | 6  | 75 | 41 | 34  |
| 3    | Cerdanyola CH   | 27  | 22 | 10 | 7  | 5  | 70 | 49 | 21  |
| 4    | SD Noia         | 26  | 22 | 9  | 8  | 5  | 33 | 29 | 4   |
| 5    | CH Sant Sadurní | 26  | 22 | 9  | 8  | 5  | 38 | 36 | 2   |
| 6    | CE Universitari | 22  | 21 | 8  | 6  | 7  | 44 | 50 | -6  |
| 7    | Girona HC       | 21  | 21 | 9  | 3  | 9  | 54 | 50 | 4   |
| 8    | CC Creu Roja    | 21  | 22 | 7  | 7  | 8  | 53 | 47 | 6   |
| 9    | Reus Deportiu   | 18  | 22 | 6  | 6  | 10 | 36 | 57 | -21 |
| 10   | Apolo PC        | 13  | 22 | 5  | 3  | 14 | 38 | 67 | -29 |
| 11   | GEiEG           | 12  | 22 | 3  | 6  | 13 | 33 | 73 | -40 |
| 12   | CN Reus         | 8   | 22 | 2  | 4  | 16 | 24 | 65 | -41 |

- Ascendeixen: Igualada HC, CP Vic

### 1956
Classificació del Campionat de Catalunya masculí absolut del 1956. No hi ha descensos en ampliar-se el nombre de clubs de 12 a 16 per la temporada següent.
| Pos. | Equip           | Pts | PJ | PG | PE | PP | GF | GC  | DG  |
| ---- | --------------- | --- | -- | -- | -- | -- | -- | --- | --- |
| 1    | RCD Espanyol    | 35  | 21 | 16 | 3  | 2  | 81 | 27  | 54  |
| 2    | Cerdanyola CH   | 30  | 22 | 13 | 4  | 5  | 90 | 42  | 48  |
| 3    | FC Barcelona    | 29  | 22 | 13 | 3  | 6  | 66 | 40  | 26  |
| 4    | Girona HC       | 27  | 20 | 11 | 5  | 4  | 48 | 37  | 11  |
| 5    | CH Sant Sadurní | 26  | 22 | 9  | 8  | 5  | 60 | 42  | 18  |
| 6    | Reus Deportiu   | 25  | 21 | 9  | 7  | 5  | 57 | 41  | 16  |
| 7    | SD Noia         | 17  | 21 | 7  | 3  | 11 | 45 | 57  | -12 |
| 8    | Igualada HC     | 17  | 22 | 6  | 5  | 11 | 42 | 64  | -22 |
| 9    | CE Universitari | 17  | 22 | 6  | 5  | 11 | 58 | 67  | -9  |
| 10   | Apolo PC        | 15  | 22 | 6  | 3  | 13 | 43 | 64  | -21 |
| 11   | CP Vic          | 13  | 21 | 5  | 3  | 13 | 43 | 57  | -14 |
| 12   | GEiEG           | 5   | 20 | 2  | 1  | 17 | 44 | 122 | -78 |

- Ascendeixen: CF Arrahona Sabadell, SF Terrassa, CT Barcino, Lleida Llista Blava

### 1957
Classificació del Campionat de Catalunya masculí absolut del 1957. Aquesta temporada el campionat es disputà en dues fases, una primera amb dos grups (nord, sud) i una segona en la qual els tres primers classificats dels grups nord i sud disputaren la fase final pel títol, i la resta la fase per la permanència.
Grup Nord
| Pos. | Equip                | Pts | PJ | PG | PE | PP | GF | GC | DG  |
| ---- | -------------------- | --- | -- | -- | -- | -- | -- | -- | --- |
| 1    | FC Barcelona         | 20  | 14 | 9  | 2  | 3  | 53 | 30 | 23  |
| 2    | CF Arrahona Sabadell | 18  | 14 | 8  | 2  | 4  | 45 | 27 | 18  |
| 3    | CE Universitari      | 17  | 14 | 8  | 1  | 5  | 64 | 46 | 18  |
| 4    | Apolo PC             | 16  | 14 | 7  | 2  | 5  | 62 | 41 | 21  |
| 5    | GEiEG                | 16  | 14 | 8  | 0  | 6  | 43 | 54 | -11 |
| 6    | CP Vic               | 12  | 14 | 5  | 2  | 7  | 39 | 67 | -28 |
| 7    | Girona HC            | 7   | 14 | 3  | 1  | 10 | 34 | 53 | -19 |
| 8    | SF Terrassa          | 6   | 14 | 2  | 2  | 10 | 26 | 48 | -22 |

Grup Sud
| Pos. | Equip               | Pts | PJ | PG | PE | PP | GF | GC | DG  |
| ---- | ------------------- | --- | -- | -- | -- | -- | -- | -- | --- |
| 1    | RCD Espanyol        | 22  | 14 | 10 | 2  | 2  | 55 | 33 | 22  |
| 2    | SD Noia             | 17  | 14 | 7  | 3  | 4  | 30 | 31 | -1  |
| 3    | Reus Deportiu       | 16  | 14 | 8  | 0  | 6  | 46 | 34 | 12  |
| 4    | Cerdanyola CH       | 15  | 14 | 6  | 3  | 5  | 36 | 32 | 4   |
| 5    | Lleida Llista Blava | 15  | 14 | 5  | 5  | 4  | 34 | 30 | 4   |
| 6    | CT Barcino          | 11  | 14 | 3  | 5  | 6  | 20 | 25 | -5  |
| 7    | CH Sant Sadurní     | 10  | 14 | 4  | 2  | 8  | 22 | 32 | -10 |
| 8    | Igualada HC         | 5   | 14 | 1  | 3  | 10 | 27 | 53 | -26 |

Grup pel títol
| Pos. | Equip                | Pts | PJ | PG | PE | PP | GF | GC | DG  |
| ---- | -------------------- | --- | -- | -- | -- | -- | -- | -- | --- |
| 1    | FC Barcelona         | 16  | 10 | 7  | 2  | 1  | 41 | 18 | 33  |
| 2    | RCD Espanyol         | 16  | 10 | 8  | 0  | 2  | 41 | 20 | 21  |
| 3    | Reus Deportiu        | 8   | 10 | 4  | 0  | 6  | 29 | 34 | -5  |
| 4    | CF Arrahona Sabadell | 7   | 10 | 2  | 3  | 5  | 24 | 32 | -8  |
| 5    | CE Universitari      | 6   | 10 | 2  | 2  | 6  | 27 | 31 | -4  |
| 6    | SD Noia              | 5   | 10 | 2  | 1  | 7  | 15 | 49 | -33 |

Grup per la permanència
Sant Sadurní i GEiEG perderen la categoria, mentre que Girona HC i CP Vic, disputaren la promoció amb CN Reus i CP Vilafranca. Resultaren vencedors Girona i Reus.
| Pos. | Equip               | Pts | PJ | PG | PE | PP | GF | GC | DG  |
| ---- | ------------------- | --- | -- | -- | -- | -- | -- | -- | --- |
| 7    | Apolo PC            | 25  | 18 | 11 | 3  | 4  | 72 | 46 | 26  |
| 8    | CT Barcino          | 22  | 18 | 10 | 2  | 6  | 55 | 34 | 21  |
| 9    | SF Terrassa         | 21  | 18 | 9  | 3  | 6  | 43 | 42 | 1   |
| 10   | Igualada HC         | 20  | 18 | 9  | 2  | 7  | 55 | 61 | -6  |
| 11   | Cerdanyola CH       | 18  | 18 | 8  | 2  | 8  | 57 | 49 | 8   |
| 12   | Lleida Llista Blava | 18  | 18 | 8  | 2  | 8  | 40 | 47 | -7  |
| 13   | Girona HC           | 17  | 18 | 7  | 3  | 8  | 50 | 47 | -22 |
| 14   | CP Vic              | 15  | 18 | 7  | 1  | 10 | 39 | 55 | -16 |
| 15   | GEiEG               | 13  | 18 | 6  | 1  | 11 | 54 | 61 | -7  |
| 16   | CH Sant Sadurní     | 11  | 18 | 4  | 3  | 11 | 29 | 51 | -22 |

- Ascendeixen: CP Voltregà, Cercle Barcelonista, CN Reus

### 1958
Classificació del Campionat de Catalunya masculí absolut del 1958. El Cercle Barcelonista va perdre la categoria. Girona HC, Universitari i SF Terrassa disputaren la promoció enfront CP Vic, CP Vilanova i CP Vilafranca, on Universitari, Vilanova i Girona assoliren plaça per la màxima categoria. El SF Terrassa acabà ocupant la plaça del club Apolo (fundat el 1952), que desaparegué finalitzada la temporada.
| Pos. | Equip                | Pts | PJ | PG | PE | PP | GF  | GC  | DG  |
| ---- | -------------------- | --- | -- | -- | -- | -- | --- | --- | --- |
| 1    | RCD Espanyol         | 47  | 30 | 23 | 1  | 6  | 137 | 56  | 81  |
| 2    | FC Barcelona         | 42  | 30 | 17 | 8  | 5  | 98  | 50  | 48  |
| 3    | CP Voltregà          | 40  | 30 | 17 | 6  | 7  | 94  | 56  | 38  |
| 4    | Lleida Llista Blava  | 37  | 30 | 15 | 7  | 8  | 103 | 85  | 18  |
| 5    | Cerdanyola CH        | 35  | 30 | 15 | 5  | 10 | 95  | 71  | 24  |
| 6    | CF Arrahona Sabadell | 35  | 29 | 14 | 7  | 8  | 94  | 93  | 1   |
| 7    | Reus Deportiu        | 32  | 29 | 13 | 6  | 10 | 74  | 74  | 0   |
| 8    | CT Barcino           | 28  | 30 | 11 | 6  | 13 | 67  | 59  | 8   |
| 9    | SD Noia              | 27  | 30 | 11 | 5  | 14 | 78  | 86  | -8  |
| 10   | Igualada HC          | 26  | 30 | 12 | 2  | 16 | 56  | 79  | -23 |
| 11   | CN Reus              | 25  | 30 | 9  | 7  | 14 | 55  | 81  | -26 |
| 12   | Apolo PC             | 24  | 30 | 8  | 8  | 14 | 75  | 96  | -21 |
| 13   | Girona HC            | 22  | 30 | 9  | 4  | 17 | 74  | 102 | -28 |
| 14   | CE Universitari      | 21  | 30 | 8  | 5  | 17 | 95  | 130 | -35 |
| 15   | SF Terrassa          | 19  | 30 | 6  | 7  | 17 | 48  | 91  | -43 |
| 16   | Cercle Barcelonista  | 18  | 30 | 6  | 6  | 18 | 50  | 99  | -49 |

- Ascendeixen: UD Coma Cros de Salt, CP Vilanova

### 1959
Classificació del Campionat de Catalunya masculí absolut del 1959. El Girona HC va perdre la categoria. La promoció la disputaren AA Noia, Lleida Llista Blava, CN Reus, EPIC Terrassa, CP Vic i SEAT, que afavorí als tres primers. Aquesta temporada l'Universitari sovint és anomenat Joventut Universitari, esdevingut Joventut la campanya següent.
| Pos. | Equip                 | Pts | PJ | PG | PE | PP | GF  | GC  | DG  |
| ---- | --------------------- | --- | -- | -- | -- | -- | --- | --- | --- |
| 1    | CP Voltregà           | 49  | 30 | 23 | 3  | 4  | 150 | 72  | 78  |
| 2    | CF Arrahona Sabadell  | 45  | 30 | 20 | 5  | 5  | 116 | 57  | 59  |
| 3    | RCD Espanyol          | 43  | 30 | 21 | 1  | 8  | 167 | 63  | 104 |
| 4    | Reus Deportiu         | 37  | 30 | 17 | 3  | 10 | 112 | 82  | 30  |
| 5    | Igualada HC           | 31  | 30 | 13 | 5  | 12 | 98  | 83  | 15  |
| 6    | SF Terrassa           | 31  | 30 | 14 | 3  | 13 | 74  | 84  | -10 |
| 7    | FC Barcelona          | 31  | 30 | 14 | 3  | 13 | 93  | 67  | 26  |
| 8    | CT Barcino            | 30  | 30 | 12 | 6  | 12 | 74  | 62  | 12  |
| 9    | UD Coma Cros          | 30  | 30 | 12 | 6  | 12 | 88  | 116 | -28 |
| 10   | CP Vilanova           | 28  | 30 | 12 | 4  | 14 | 100 | 93  | 7   |
| 11   | Joventut Universitari | 27  | 30 | 11 | 5  | 14 | 88  | 117 | -29 |
| 12   | Cerdanyola CH         | 26  | 30 | 11 | 4  | 15 | 80  | 111 | -31 |
| 13   | AA Noia               | 23  | 30 | 7  | 9  | 14 | 74  | 104 | -30 |
| 14   | Lleida Llista Blava   | 23  | 30 | 8  | 7  | 15 | 56  | 95  | -39 |
| 15   | CN Reus               | 17  | 30 | 8  | 1  | 21 | 45  | 113 | -68 |
| 16   | Girona HC             | 9   | 30 | 3  | 3  | 24 | 53  | 149 | -96 |

- Ascendeixen: Cercle Barcelonista

### 1960
Classificació del Campionat de Catalunya masculí absolut del 1960. CP Vilanova i GD Seat guanyaren la promoció a Cercle Barcelonista i EPIC de Terrassa.
| Pos. | Equip                | Pts | PJ | PG | PE | PP | GF  | GC  | DG  |
| ---- | -------------------- | --- | -- | -- | -- | -- | --- | --- | --- |
| 1    | FC Barcelona         | 50  | 30 | 23 | 4  | 3  | 114 | 57  | 57  |
| 2    | CP Voltregà          | 49  | 30 | 23 | 3  | 4  | 115 | 56  | 59  |
| 3    | CT Barcino           | 40  | 30 | 17 | 6  | 7  | 83  | 59  | 24  |
| 4    | CF Arrahona Sabadell | 40  | 30 | 18 | 4  | 8  | 80  | 46  | 34  |
| 5    | RCD Espanyol         | 32  | 30 | 13 | 6  | 11 | 94  | 59  | 35  |
| 6    | AA Noia              | 32  | 30 | 13 | 6  | 11 | 86  | 84  | 2   |
| 7    | Joventut Badalona    | 32  | 30 | 13 | 6  | 11 | 84  | 91  | -7  |
| 8    | SF Terrassa          | 29  | 30 | 12 | 5  | 13 | 68  | 75  | -7  |
| 9    | Igualada HC          | 29  | 30 | 12 | 5  | 13 | 96  | 92  | 4   |
| 10   | UD Coma Cros         | 29  | 30 | 13 | 3  | 14 | 111 | 84  | 27  |
| 11   | Cerdanyola CH        | 27  | 30 | 10 | 7  | 13 | 87  | 103 | -16 |
| 12   | Reus Deportiu        | 24  | 30 | 11 | 2  | 17 | 69  | 106 | -37 |
| 13   | CP Vilanova          | 24  | 30 | 11 | 2  | 17 | 63  | 83  | -20 |
| 14   | Cercle Barcelonista  | 16  | 30 | 4  | 8  | 18 | 48  | 101 | -53 |
| 15   | CN Reus              | 14  | 30 | 5  | 4  | 21 | 55  | 107 | -52 |
| 16   | Lleida Llista Blava  | 13  | 30 | 5  | 3  | 22 | 43  | 90  | -47 |

- Ascendeixen: Mercantil CH Igualada, Girona HC, GD SEAT

### 1961
Classificació del Campionat de Catalunya masculí absolut del 1961. Mercantil i Vilanova guanyaren la promoció a CP Calafell i CE Molins de Rei.
| Pos. | Equip                 | Pts | PJ | PG | PE | PP | GF  | GC  | DG   |
| ---- | --------------------- | --- | -- | -- | -- | -- | --- | --- | ---- |
| 1    | RCD Espanyol          | 46  | 30 | 21 | 4  | 5  | 95  | 33  | 62   |
| 2    | CP Voltregà           | 44  | 30 | 20 | 4  | 6  | 122 | 89  | 33   |
| 3    | Igualada HC           | 43  | 30 | 19 | 5  | 6  | 93  | 45  | 48   |
| 4    | FC Barcelona          | 37  | 30 | 16 | 5  | 9  | 127 | 83  | 44   |
| 5    | CF Arrahona Sabadell  | 37  | 30 | 16 | 6  | 9  | 82  | 71  | 11   |
| 6    | UD Coma Cros          | 33  | 30 | 16 | 1  | 13 | 103 | 67  | 36   |
| 7    | CT Barcino            | 33  | 30 | 14 | 5  | 11 | 84  | 62  | 22   |
| 8    | Reus Deportiu         | 31  | 30 | 14 | 3  | 13 | 81  | 105 | -24  |
| 9    | SF Terrassa           | 28  | 30 | 11 | 6  | 13 | 75  | 84  | -9   |
| 10   | AA Noia               | 27  | 30 | 11 | 5  | 14 | 91  | 71  | 20   |
| 11   | Joventut Badalona     | 26  | 30 | 10 | 6  | 14 | 71  | 105 | -34  |
| 12   | Cerdanyola CH         | 26  | 30 | 11 | 4  | 15 | 67  | 70  | -3   |
| 13   | Mercantil CH Igualada | 26  | 30 | 11 | 4  | 15 | 53  | 85  | -32  |
| 14   | CP Vilanova           | 23  | 30 | 10 | 3  | 17 | 67  | 91  | -24  |
| 15   | GD SEAT               | 14  | 30 | 6  | 2  | 22 | 51  | 100 | -49  |
| 16   | Girona HC             | 6   | 30 | 3  | 0  | 27 | 50  | 153 | -103 |

- Ascendeixen: Lleida Llista Blava, CP Vic

### 1962
Classificació del Campionat de Catalunya masculí absolut del 1962. Disputaren la promoció SF Terrassa, Llista Blava, CE Vendrell i CE Laietà, guanyada per SF Terrassa i CE Vendrell.
| Pos. | Equip                 | Pts | PJ | PG | PE | PP | GF  | GC  | DG   |
| ---- | --------------------- | --- | -- | -- | -- | -- | --- | --- | ---- |
| 1    | CP Voltregà           | 50  | 30 | 23 | 4  | 3  | 153 | 51  | 102  |
| 2    | RCD Espanyol          | 45  | 30 | 19 | 7  | 4  | 101 | 50  | 51   |
| 3    | FC Barcelona          | 44  | 30 | 21 | 2  | 7  | 125 | 63  | 62   |
| 4    | CP Vilanova           | 42  | 30 | 20 | 2  | 8  | 91  | 74  | 17   |
| 5    | AA Noia               | 35  | 30 | 14 | 7  | 9  | 64  | 85  | -21  |
| 6    | Igualada HC           | 33  | 30 | 13 | 7  | 10 | 84  | 66  | 18   |
| 7    | Cerdanyola CH         | 32  | 30 | 13 | 6  | 11 | 101 | 85  | 16   |
| 8    | CF Arrahona Sabadell  | 31  | 30 | 14 | 3  | 13 | 95  | 70  | 25   |
| 9    | CT Barcino            | 28  | 30 | 14 | 0  | 16 | 98  | 82  | 16   |
| 10   | CP Vic                | 28  | 30 | 11 | 6  | 13 | 95  | 91  | 4    |
| 11   | UD Coma Cros          | 26  | 29 | 12 | 2  | 15 | 92  | 89  | 3    |
| 12   | Mercantil CH Igualada | 25  | 30 | 12 | 1  | 17 | 84  | 85  | -1   |
| 13   | SF Terrassa           | 23  | 30 | 7  | 9  | 14 | 53  | 95  | -42  |
| 14   | Lleida Llista Blava   | 19  | 30 | 7  | 5  | 18 | 58  | 84  | -26  |
| 15   | Joventut Badalona     | 10  | 29 | 3  | 4  | 22 | 60  | 156 | -96  |
| 16   | Reus Deportiu         | 7   | 30 | 2  | 3  | 25 | 41  | 165 | -124 |

- Ascendeixen: GD SEAT, CP Calafell, CE Vendrell

Temporada 1963
Classificació del Campionat de Catalunya masculí absolut del 1963. El SEAT guanyà la promoció davant el CN Reus, i Vic, Calafell i Barcino descendiren.
| Pos. | Equip                 | Pts | PJ | PG | PE | PP | GF  | GC  | DG  |
| ---- | --------------------- | --- | -- | -- | -- | -- | --- | --- | --- |
| 1    | CP Voltregà           | 52  | 30 | 24 | 4  | 2  | 141 | 53  | 88  |
| 2    | FC Barcelona          | 49  | 30 | 22 | 5  | 3  | 107 | 46  | 61  |
| 3    | UD Coma Cros          | 40  | 30 | 16 | 8  | 6  | 102 | 75  | 27  |
| 4    | RCD Espanyol          | 39  | 30 | 19 | 1  | 10 | 93  | 55  | 38  |
| 5    | Cerdanyola CH         | 33  | 30 | 12 | 9  | 9  | 55  | 59  | -4  |
| 6    | CP Vilanova           | 31  | 30 | 14 | 3  | 13 | 100 | 82  | 18  |
| 7    | CF Arrahona Sabadell  | 31  | 30 | 12 | 7  | 11 | 63  | 55  | 8   |
| 8    | AA Noia               | 29  | 30 | 12 | 5  | 13 | 61  | 74  | -13 |
| 9    | CE Vendrell           | 27  | 30 | 11 | 5  | 14 | 67  | 86  | -19 |
| 10   | Igualada HC           | 26  | 30 | 11 | 4  | 15 | 74  | 76  | -2  |
| 11   | Mercantil CH Igualada | 26  | 30 | 11 | 4  | 15 | 69  | 83  | -14 |
| 12   | SF Terrassa           | 24  | 30 | 8  | 8  | 14 | 63  | 74  | -11 |
| 13   | GD SEAT               | 23  | 30 | 7  | 9  | 14 | 58  | 80  | -22 |
| 14   | CP Vic                | 22  | 30 | 9  | 4  | 17 | 60  | 91  | -31 |
| 15   | CP Calafell           | 18  | 30 | 8  | 2  | 20 | 74  | 115 | -41 |
| 16   | CT Barcino            | 10  | 30 | 3  | 4  | 23 | 48  | 124 | -76 |

- Ascendeixen: Lleida Llista Blava

Temporada 1964
Classificació del Campionat de Catalunya masculí absolut del 1964. El Mercantil d'Igualada va desaparèixer en finalitzar la temporada. Disputaren la promoció Igualada CH, Arrahona, Reus Deportiu i CT Barcino, que guanyaren Arrahona i Reus Deportiu.
| Pos. | Equip                 | Pts | PJ | PG | PE | PP | GF  | GC | DG  |
| ---- | --------------------- | --- | -- | -- | -- | -- | --- | -- | --- |
| 1    | CP Vilanova           | 43  | 26 | 20 | 3  | 3  | 78  | 29 | 49  |
| 2    | CP Voltregà           | 40  | 26 | 19 | 2  | 5  | 116 | 72 | 44  |
| 3    | RCD Espanyol          | 39  | 26 | 18 | 3  | 5  | 79  | 41 | 38  |
| 4    | FC Barcelona          | 34  | 26 | 16 | 2  | 8  | 78  | 46 | 32  |
| 5    | UD Coma Cros          | 24  | 26 | 10 | 4  | 12 | 85  | 62 | 23  |
| 6    | Lleida Llista Blava   | 24  | 26 | 11 | 2  | 13 | 42  | 55 | -13 |
| 7    | Mercantil CH Igualada | 23  | 26 | 10 | 3  | 13 | 54  | 77 | -23 |
| 8    | CE Vendrell           | 23  | 26 | 9  | 5  | 12 | 60  | 76 | -16 |
| 9    | AA Noia               | 23  | 26 | 11 | 1  | 14 | 68  | 72 | -4  |
| 10   | GD SEAT               | 22  | 26 | 10 | 2  | 14 | 51  | 76 | -25 |
| 11   | Igualada HC           | 21  | 26 | 8  | 5  | 13 | 66  | 64 | 2   |
| 12   | CF Arrahona Sabadell  | 20  | 26 | 9  | 2  | 15 | 60  | 66 | -6  |
| 13   | Cerdanyola CH         | 18  | 26 | 8  | 2  | 16 | 55  | 90 | -35 |
| 14   | SF Sémolas Espona     | 10  | 26 | 4  | 2  | 20 | 40  | 96 | -56 |

- Ascendeixen: CP Calafell, CE Laietà, Reus Deportiu, CT Barcino

Temporada 1965
Classificació del Campionat de Catalunya masculí absolut del 1965. Barcino i SEAT van perdre la categoria, Llista Blava i Vendrell disputaren la promoció davant CN Reus i Igualada HC, que guanyaren Llista Blava i Vendrell. L'Arrahona renuncià a la categoria la següent temporada per manca de pista pròpia per disputar els partits, plaça que ocupà el CN Reus.
| Pos. | Equip                | Pts | PJ | PG | PE | PP | GF  | GC  | DG  |
| ---- | -------------------- | --- | -- | -- | -- | -- | --- | --- | --- |
| 1    | CP Voltregà          | 41  | 26 | 19 | 3  | 4  | 122 | 55  | 67  |
| 2    | Reus Deportiu        | 40  | 26 | 18 | 4  | 4  | 89  | 51  | 38  |
| 3    | CP Vilanova          | 32  | 26 | 10 | 12 | 4  | 72  | 39  | 33  |
| 4    | UD Coma Cros         | 32  | 26 | 14 | 4  | 8  | 87  | 69  | 18  |
| 5    | FC Barcelona         | 32  | 26 | 13 | 6  | 7  | 67  | 61  | 6   |
| 6    | RCD Espanyol         | 29  | 26 | 12 | 5  | 9  | 75  | 54  | 21  |
| 7    | CE Laietà            | 28  | 26 | 11 | 6  | 9  | 64  | 53  | 11  |
| 8    | CP Calafell          | 25  | 26 | 10 | 5  | 11 | 53  | 76  | -23 |
| 9    | AA Noia              | 24  | 26 | 10 | 4  | 12 | 71  | 93  | -22 |
| 10   | CF Arrahona Sabadell | 22  | 26 | 9  | 4  | 13 | 58  | 71  | -13 |
| 11   | CE Vendrell          | 20  | 26 | 9  | 2  | 15 | 52  | 61  | -9  |
| 12   | Lleida Llista Blava  | 16  | 26 | 6  | 4  | 16 | 39  | 73  | -34 |
| 13   | CT Barcino           | 13  | 26 | 5  | 3  | 18 | 54  | 85  | -31 |
| 14   | GD SEAT              | 10  | 26 | 2  | 6  | 18 | 49  | 105 | -56 |

- Ascendeixen: Inriva CP St. Hipòlit, Cerdanyola CH, CN Reus

Temporada 1966
Classificació del Campionat de Catalunya masculí absolut del 1966. Laietà i Lleida descendiren, mentre que Coma Cros i Noia disputaren la promoció enfront Igualada HC i CE Arenys de Munt, reeixint Noia i Igualada.
| Pos. | Equip                 | Pts | PJ | PG | PE | PP | GF  | GC  | DG  |
| ---- | --------------------- | --- | -- | -- | -- | -- | --- | --- | --- |
| 1    | CP Vilanova           | 43  | 26 | 20 | 3  | 3  | 106 | 37  | 69  |
| 2    | Reus Deportiu         | 42  | 26 | 19 | 4  | 3  | 110 | 48  | 62  |
| 3    | CP Voltregà           | 41  | 26 | 20 | 1  | 5  | 124 | 52  | 72  |
| 4    | RCD Espanyol          | 34  | 26 | 15 | 4  | 7  | 76  | 48  | 28  |
| 5    | FC Barcelona          | 30  | 26 | 12 | 6  | 8  | 83  | 77  | 6   |
| 6    | Cerdanyola CH         | 28  | 26 | 12 | 4  | 10 | 83  | 85  | -2  |
| 7    | CP Calafell           | 23  | 26 | 11 | 1  | 14 | 80  | 83  | -3  |
| 8    | CN Reus               | 23  | 26 | 10 | 3  | 13 | 55  | 87  | -32 |
| 9    | CE Vendrell           | 21  | 26 | 7  | 7  | 12 | 55  | 70  | -15 |
| 10   | Inriva CP St. Hipòlit | 20  | 26 | 8  | 4  | 14 | 76  | 91  | -15 |
| 11   | AA Noia               | 19  | 26 | 7  | 5  | 14 | 63  | 92  | -29 |
| 12   | UD Coma Cros          | 16  | 26 | 7  | 2  | 17 | 68  | 105 | -37 |
| 13   | CE Laietà             | 15  | 26 | 6  | 3  | 17 | 74  | 103 | -29 |
| 14   | Lleida Llista Blava   | 9   | 26 | 3  | 3  | 20 | 32  | 101 | -69 |

- Ascendeixen: Girona HC, DC Mataró, Igualada HC

Temporada 1967
Classificació del Campionat de Catalunya masculí absolut del 1967. Cerdanyola i CN Reus descendiren, mentre que Inriva i Igualada disputaren la promoció enfront CE Arenys de Munt i CT Barcino, en la qual reeixiren Igualada i Arenys.
| Pos. | Equip                 | Pts | PJ | PG | PE | PP | GF  | GC  | DG  |
| ---- | --------------------- | --- | -- | -- | -- | -- | --- | --- | --- |
| 1    | Reus Deportiu         | 42  | 26 | 20 | 2  | 4  | 112 | 50  | 62  |
| 2    | DC Mataró             | 38  | 26 | 16 | 6  | 4  | 81  | 52  | 29  |
| 3    | CE Vendrell           | 38  | 26 | 17 | 4  | 5  | 85  | 53  | 32  |
| 4    | AA Noia               | 32  | 26 | 14 | 4  | 8  | 97  | 66  | 31  |
| 5    | Girona HC             | 31  | 26 | 14 | 3  | 9  | 60  | 55  | 5   |
| 6    | CP Voltregà           | 30  | 26 | 12 | 6  | 8  | 77  | 65  | 12  |
| 7    | CP Vilanova           | 29  | 26 | 12 | 5  | 9  | 77  | 58  | 19  |
| 8    | FC Barcelona          | 27  | 26 | 13 | 1  | 12 | 76  | 80  | -4  |
| 9    | CP Calafell           | 25  | 26 | 12 | 1  | 13 | 82  | 89  | -7  |
| 10   | RCD Espanyol          | 19  | 26 | 6  | 7  | 13 | 54  | 69  | -15 |
| 11   | Igualada HC           | 17  | 26 | 8  | 1  | 17 | 64  | 90  | -26 |
| 12   | Inriva CP St. Hipòlit | 15  | 26 | 6  | 3  | 17 | 61  | 99  | -38 |
| 13   | Cerdanyola CH         | 13  | 26 | 4  | 5  | 17 | 51  | 88  | -37 |
| 14   | CN Reus               | 8   | 26 | 3  | 2  | 21 | 42  | 104 | -62 |

- Ascendeixen: SF Sémolas Espona, CE Arenys de Munt, CT Barcino. Inicialment havia assolit l'ascens el CP Magnetos, però finalment hi renuncià, així com l'Inriva, acceptant aquesta plaça el Barcino[102]

Temporada 1968
Classificació del Campionat de Catalunya masculí absolut del 1968. Barcino i Girona descendiren, mentre que Igualada i Arenys disputaren la promoció amb HEPS (Hoquei Escoles Píes de Sarrià) i CN Reus, en la qual reeixiren Igualada i Reus.
| Pos. | Equip             | Pts | PJ | PG | PE | PP | GF  | GC  | DG  |
| ---- | ----------------- | --- | -- | -- | -- | -- | --- | --- | --- |
| 1    | DC Mataró         | 42  | 26 | 18 | 6  | 2  | 87  | 42  | 45  |
| 2    | CP Vilanova       | 38  | 26 | 18 | 2  | 6  | 87  | 42  | 45  |
| 3    | Reus Deportiu     | 38  | 26 | 18 | 2  | 6  | 107 | 51  | 56  |
| 4    | CP Calafell       | 36  | 26 | 16 | 4  | 6  | 69  | 40  | 29  |
| 5    | CE Vendrell       | 34  | 26 | 14 | 6  | 6  | 84  | 59  | 25  |
| 6    | CP Voltregà       | 32  | 26 | 13 | 6  | 7  | 104 | 62  | 42  |
| 7    | AA Noia           | 31  | 26 | 13 | 5  | 8  | 89  | 60  | 29  |
| 8    | FC Barcelona      | 25  | 26 | 9  | 7  | 10 | 70  | 79  | -9  |
| 9    | RCD Espanyol      | 25  | 26 | 10 | 5  | 11 | 66  | 63  | 3   |
| 10   | SF Sémolas Espona | 17  | 26 | 6  | 5  | 15 | 58  | 103 | -45 |
| 11   | Igualada HC       | 13  | 26 | 4  | 5  | 17 | 52  | 94  | -42 |
| 12   | CE Arenys de Munt | 13  | 26 | 5  | 3  | 18 | 45  | 100 | -55 |
| 13   | CT Barcino        | 11  | 26 | 5  | 1  | 20 | 50  | 122 | -72 |
| 14   | Girona HC         | 9   | 26 | 3  | 3  | 20 | 36  | 87  | -51 |

- Ascendeixen: Cerdanyola CH, UD Coma Cros de Salt, CN Reus

Temporasda 1969
Classificació del Campionat de Catalunya masculí absolut del 1969. El CP Calafell fou desqualificat abans de començar la competició, i per tant, només hi participaren tretze equips. Fou la darrera edició del Campionat de Catalunya. La temporada següent es disputà la primera edició de la lliga espanyola de Divisió d'Honor, amb la participació dels 12 primers classificats del campionat català de Primera Divisió, i els dos primers de la Segona Divisió de Catalunya (CE Arenys de Munt i HC Sentmenat).
| Pos. | Equip         | Pts | PJ | PG | PE | PP | GF | GC  | DG  |
| ---- | ------------- | --- | -- | -- | -- | -- | -- | --- | --- |
| 1    | RCD Espanyol  | 39  | 24 | 17 | 5  | 2  | 81 | 40  | 41  |
| 2    | Reus Deportiu | 37  | 24 | 17 | 3  | 4  | 90 | 39  | 51  |
| 3    | FC Barcelona  | 31  | 24 | 15 | 1  | 8  | 78 | 49  | 29  |
| 4    | CP Vilanova   | 30  | 24 | 13 | 4  | 7  | 60 | 47  | 13  |
| 5    | AA Noia       | 29  | 24 | 13 | 3  | 8  | 69 | 51  | 18  |
| 6    | DC Mataró     | 27  | 24 | 13 | 1  | 10 | 75 | 59  | 16  |
| 7    | CP Voltregà   | 24  | 24 | 11 | 2  | 11 | 89 | 69  | 20  |
| 8    | CE Vendrell   | 23  | 24 | 11 | 1  | 12 | 53 | 47  | 6   |
| 9    | UD Coma Cros  | 20  | 24 | 8  | 4  | 12 | 59 | 68  | -9  |
| 10   | Igualada HC   | 20  | 24 | 7  | 6  | 11 | 70 | 91  | -21 |
| 11   | Cerdanyola CH | 15  | 24 | 6  | 3  | 15 | 44 | 80  | -36 |
| 12   | CN Reus       | 9   | 24 | 3  | 3  | 18 | 33 | 90  | -57 |
| 13   | SF Terrassa   | 8   | 24 | 2  | 4  | 18 | 34 | 105 | -71 |
| 14   | CP Calafell   | Dqf |    |    |    |    |    |     |     |

- Ascendeixen: CE Arenys de Munt, HC Sentmenat